# Phymatolithon calcareum
Phymatolithon calcareum (Pallas) D.L.McKibbin, 1970  é o nome botânico  de uma espécie de algas vermelhas  pluricelulares do gênero Phymatolithon, subfamília Melobesioideae. 

## Distribuição
Elas são algas marinhas encontradas na Europa, África, Austrália, Rússia, Alasca, Filipinas, Colômbia e algumas ilhas do Atlântico.

### Falga
Chama-se falgea uma uma população genética de P. calcareum,  uma espécie que forma camadas de maerl em mares costeiros rasos de Portugal à Noruega, onde grandes leitos de maerl desempenham um papel semelhante aos recifes de coral tropicais, fornecendo habitats e abrigo vital para centenas ou mesmo milhares de peixes e invertebrados. Essas algas também desempenham um papel importante no armazenamento de carbono. Pesquisadores descobriram uma pequena área de algas perto da Cornualha, no Reino Unido, que é geneticamente distinta do resto da região. As algas foram apelidadas de 'Falgas', provavelmente devido à sua localização no Estuário Fal - uma via navegável perto do porto de Falmouth.

## Sinonímia
| - Millepora calcarea Pallas, 1766 - Millepora polymorpha Linnaeus, 1767 - Apora polymorpha Gunnerus, 1768 - Melobesia calcarea (Pallas) Harvey, 1849 - Melobesia compressa M'Calla, 1849 - Spongites calcarea (Pallas) Kützing, 1849 | - Lithothamnion calcareum (Pallas) J.E. Areschoug, 1852 - Lithothamnion polymorphum (Linnaeus) J.E. Areschoug, 1852 - Lithophyllum calcareum (Pallas) Foslie, 1898 - Eleutherospora polymorpha (Linnaeus) Heydrich, 1900 - Paraspora calcarea (Pallas) Heydrich, 1908 |